# Joey Beard
Joseph Edward Beard, detto Joey (Fairfax, 21 febbraio 1975), è un ex cestista statunitense naturalizzato italiano, di ruolo centro.

## Carriera

Beard in allenamento con la Virtus Bologna

Termina il periodo universitario nel 1998, dopo un anno alla Duke University, un anno di inattività dovuto al cambio di ateneo e tre anni alla Boston University. A seguito di ciò approda prima al Roanne (seconda serie francese) e un anno più tardi al Gießen (Bundesliga tedesca), dove mette a referto 18,7 punti e 8,3 rimbalzi di media a gara.
La Benetton Treviso mette gli occhi su di lui (anche al passaporto italiano, ottenuto per discendenza) e lo ingaggia, girandolo in prestito al Basket Rimini nel trasferimento che porta in Veneto il cartellino di Alan Tomidy. Nonostante la retrocessione della squadra biancorossa, Beard apporta 12,6 punti e 9,8 rimbalzi oltre ad un 69,1% al tiro da due, migliore percentuale di tutto il campionato. In due partite consecutive ottiene anche una tripla doppia, essendo andato in doppia cifra in punti, rimbalzi e palle recuperate in occasione delle vittorie casalinghe contro Fortitudo Bologna (17+15+10) e Udine (16+16+10).
Quindi si trasferisce in prestito per un anno al Siviglia, formazione allenata dall'italiano Marco Crespi. Qui in media Beard segna 5,7 punti e cattura 5,2 rimbalzi in 20 minuti di utilizzo a partita. Nel finale di stagione subisce una frattura da stress al quinto metatarso del piede sinistro.
Nell'agosto 2002 si accorda con la Virtus Bologna, ma già pochi giorni dopo, in uno dei primi allenamenti, si frattura nuovamente il quinto metatarso del piede sinistro precedentemente infortunato a Siviglia. Rimane fuori causa per alcuni mesi, poi nel febbraio 2003 – prima ancora di debuttare con le vu nere – va a terminare la stagione alla Viola Reggio Calabria.
Dopo una stagione in Belgio sotto le plance dell'Ostenda torna in Italia, paese in cui si sviluppa tutta la sua restante carriera: una parentesi alla Benetton Treviso partendo sempre dalla panchina (debuttando nel frattempo in Euroleague), un prestito alla Pallacanestro Reggiana, ed una stagione divisa tra le stesse Treviso e Reggio Emilia.
Dopo qualche mese di inattività per problemi familiari, nel gennaio 2008 scende per la prima volta in campo in Legadue con la canotta di Veroli. Infine, nell'estate 2008 va a completare il reparto lunghi dell'Armani Jeans Milano: in circa un anno e mezzo di permanenza viene schierato in totale 10 volte in regular season, 3 nei play-off 2008-2009 e 8 in Eurolega. Lascia la squadra meneghina nel dicembre 2009 per tornare negli Stati Uniti.

## Palmarès

### Squadra
- Coppa Italia: 1

Pall. Treviso: 2005
- Supercoppa italiana: 1

Pall. Treviso: 2006

### Individuali
- McDonald's All-American Game: 1

1993